# Gare de Minami-Chitose
La gare de Minami-Chitose (南千歳駅, Minami-Chitose-eki) est une gare ferroviaire de la ville de Chitose au Japon. Elle est exploitée par la compagnie JR Hokkaido.

## Situation ferroviaire
La gare est située au point kilométrique (PK) 18,4 de la ligne Chitose. Elle marque le début de la ligne Sekishō ainsi que de la branche vers l'aéroport de Shin-Chitose.

## Historique
La gare est inaugurée le 1er octobre 1980.

## Service des voyageurs

### Accueil
La gare dispose d'un bâtiment voyageurs, avec guichets, ouvert tous les jours.

### Dispositions des quais
- Ligne Chitose :
  - voie 1 : direction Tomakomai, Higashi-Muroran et Hakodate
  - voies 1 à 3 : direction Aéroport de Shin-Chitose
  - voies 2 à 4 : direction Sapporo

- Ligne Sekishō :
  - voies 1 et 2 : direction Oiwake, Shin-Yūbari, Obihiro et Kushiro